# Giuse Lê Ngọc Hoàn
Linh mục Giuse Lê Ngọc Hoàn (sinh 1941) là một giáo sĩ Công giáo Việt Nam, đương kim Linh mục Chánh xứ Lạc Thành, Giáo phận Bùi Chu (thuộc xã Xuân Phú, huyện Xuân Trường, tỉnh Nam Định). Ông cũng là một 
đại biểu Quốc hội Việt Nam khóa XII và XIII, thuộc đoàn đại biểu Nam Định, Ủy viên Ủy ban Đoàn kết Công giáo Việt Nam.

## Thân thế đạo đời
Ông sinh ngày 1 tháng 1 năm 1941 tại Giáo xứ Nam Hưng, Giáo phận Bùi Chu (thuộc xã Nam Lợi, huyện Nam Trực, tỉnh Nam Định). Ông thụ phong Linh mục ngày 8 tháng 12 năm 1963, mang tên Thánh kép là Giuse Maria. Lễ phong chức do Giám mục Giuse Maria Phạm Năng Tĩnh bí mật thực hiện cho 29 thầy giảng tại đền thánh Phú Nhai. Sau khi thụ phong, ông được bổ nhiệm làm Phó xứ Trung Lao (thuộc xã Trung Đông, huyện Trực Ninh, Nam Định). Năm 1965, ông được bổ nhiệm Chánh xứ Trung Lao, về sau kiêm quản thêm các xứ Trang Hậu, Nam Hưng, Nam Lạng, và Phú An. Thời gian này, chính quyền Việt Nam Dân chủ Cộng hòa kiểm soát chặt chẽ hoạt động tôn giáo, các hoạt động mục vụ bị giới hạn. Chính sách kiểm soát này được chính quyền Việt Nam thống nhất duy trì mãi cho đến năm 1986, ông mới được nới lỏng kiểm soát, được phép tự do thực hiện các hoạt động mục vụ.
Năm 2005, ông được chuyển sang làm Chánh xứ Cát Phú, đến năm 2008 thì chuyển làm Chánh xứ Lạc Thành cho đến nay.